# Santiago Luz
Santiago Ramón Luz Rodríguez (Tacuarembó, 23/05/1914 - Montevideo, 16/9/1983) fue un destacado clarinetista uruguayo.

## Reseña biográfica
Nació en la localidad de Paso de los Novillos en el departamento de Tacuarembó. Al no poder hacer frente a la manutención de su hijo, sus padres decidieron internarlo en un hogar para varones en el departamento de Canelones. En su adolescencia inició allí sus estudios musicales bajo la dirección del maestro César Laggiani. Fue músico y cadete de la escuela militar en la que varios años después llegó a ser profesor de saxofón y clarinete. 
Como artista inició sus actuaciones en el carnaval integrando el grupo de parodistas, «Los Jardineros de Harlem».
Según sus expresiones, el jazz fue su gran amor. Como clarinetista actuó en el ampliamente reconocido reducto montevideano La Cumparsita en el barrio Sur y en el Estudio Auditorio del Sodre. Logró incorporar al jazz en ambientes tradicionalmente dedicados al tango.
Fue fundador, junto con Washington Quintas Moreno y Julio Cuccurullo, del destacado grupo de los años sesenta conocido como “Tres para el jazz”. Vivió en diversas casas del barrio la Unión, teniendo su más largo período de residencia en la zona conocida como Pueblo Nuevo en el entorno de las calles M. Stagnero de Munar, San Antonio y Pernas. Su lugar de reunión preferido era el viejo café Hércules ubicado en 8 de Octubre y Comercio. Su calidad interpretativa trascendió fronteras y fue así que diferentes grupos musicales argentinos y estadounidenses lo invitaron a integrarse a ellos a lo que siempre dio su negativa.
Una plaza ubicada en Montevideo en el barrio la Unión, sobre las calles Dámaso Antonio Larrañaga y Julio Amadeo Roletti, rinde homenaje al clarinetista de excelencia afrouruguayo Santiago Luz.

## Discografía
- En vivo (1971)[6]
- Tres + Tres (1975)[7]